# Chicória (handebolista)
Aline da Conceição da Silva, conhecida como Chicória (Rio de Janeiro, 25 de maio de 1979) é uma handebolista brasileira, que jogava na posição de armadora esquerda. 
Na década de 1980, por causa do cabelo rastafári e da cor da pele, ganhou do técnico o apelido de Chicória, personagem da Turma do Lambe-Lambe, de Daniel Azulay.
Atualmente mora em Guarapari, no Espírito Santo, onde trabalha com handebol.

## Trajetória esportiva
Aline começou no handebol aos 13 anos, depois de tentar jogar voleibol. Com seis meses de treino, foi convocada para a seleção carioca.
Integrou a seleção brasileira. É bicampeã dos Jogos Pan-Americanos, títulos conquistados em 1999 em Winnipeg, e em 2003 em Santo Domingo.
Fez parte da seleção brasileira feminina que pela primeira vez disputou os Jogos Olímpicos de Sydney (oitavo lugar), em 2000. Foi também aos Jogos Olímpicos de Atenas (sétimo lugar), em 2004.
No Brasil defendeu, entre outros times, o Campo Grande Atlético Clube (RJ), o Handebol Cascavel (RJ), o Handebol Mirassol (SP), o Handebol São Bernardo (SP), o Handebol Guarulhos (SP) e o Vasco da Gama (RJ), e o CDES Gil Eanes em Portugal.